# Alexis Sweet
Alexis Sweet Cahill (n. 4 martie 1963, Roma, Italia) este un regizor italian de seriale TV, spoturi publicitare și documentare. În 2019 a regizat filmul cinematografic Queen Marie of Romania (2019).

## Filmografie

### Televiziune
- 1995 - Basta premere un tasto (episod-pilot de comedie TV)
- 2005 - R.I.S. - Delitti imperfetti (12 episoade din 12)
- 2006 - R.I.S. 2 - Delitti imperfetti (16 episoade din 16)
- 2007 - R.I.S. 3 - Delitti imperfetti (4 episoade din 16)
- 2007: Il capo dei capi
- 2009: Intelligence - Servizi & segreti
- 2012: Alesul destinului - Il tredicesimo apostolo, primul sezon
- 2012: Il clan dei camorristi
- 2013: Volare - La grande storia di Domenico Modugno (actor)
- 2014: Alesul destinului - Il tredicesimo apostolo 2, al doilea sezon
- 2015: Squadra mobile
- 2017: Squadra mobile - Operazione Mafia Capitale
- 2018: Ultimo - Caccia ai Narcos
- 2018: Don Matteo undicesima stagione

### Cinematografie
- 2018: Queen Marie of Romania

### Reclame
- 1998-2002: Peste 100 de reclame filmate în România, Germania, Anglia, SUA, Kenya sau Orientul Apropiat.

### Documentare
- 2003: W
- 2001: SIWA
- 2000: Wadi el Rayan
- 1997: Fustingenio
- 1996: Gambie: un fleuve, trois pays
- 1995: Niokolo-Badiar

## Legături externe
- Alexis Sweet la Internet Movie Database